# 《星际穿越》获奖列表
《星际穿越》是2014年上映的史诗级科幻巨制，由克里斯托弗·诺兰执导并与其弟乔纳森·诺兰共同创作剧本。影片由诺兰与艾玛·托马斯通过其Syncopy影业联合琳达·奥布斯特制片公司共同打造。主演阵容包括马修·麦康纳、安妮·海瑟薇、杰西卡·查斯坦、比尔·欧文、艾伦·伯斯汀、约翰·利思戈、迈克尔·凯恩、卡西·阿弗莱克及马特·达蒙。故事背景设定于反乌托邦式的未来世界，彼时人类正遭受灾难性枯萎病肆虐与饥荒威胁。影片讲述了一组宇航员穿越土星附近的虫洞，为人类寻找新家园的星际征程。
《星际穿越》于2014年10月26日在洛杉矶TCL中国剧院举行北美首映，随后于10月29日在伦敦莱斯特广场奥登影院开启欧洲首映。影片于11月5日起在北美IMAX影院限量放映，11月7日起全面公映。全球大多数国家在11月6日至7日间上映，其余地区于次月起陆续发行。这部耗资1.65亿美元制作的科幻巨制，最终在全球斩获6.81亿美元票房，位列2014年度全球票房榜第十名。后续重映使其总票房累积至7.59亿美元。影片获得影评界普遍好评，其科学严谨性备受赞誉——特别是对黑洞“卡冈图雅”的视觉呈现，但曼恩星球上的冰晶云场景引发部分争议。在烂番茄影评聚合网站上，基于379篇专业影评获得73%的好评率。
《星际穿越》横扫各大奖项，在诺兰的导演功力、漢斯·季默的配乐、霍伊特·范·霍特玛的摄影、内森·克劳利的美术设计及视效领域尤为耀眼。影片荣获第87届奥斯卡金像奖五项提名，最终摘得最佳视觉效果奖；在第68届英国电影学院奖中入围最佳原创音乐、最佳摄影及最佳美术设计三项大奖，并斩获最佳特殊视觉效果奖。汉斯·季默凭借该片配乐获得第58届格莱美奖最佳影视媒体配乐提名。此外，影片在第41届土星奖狂揽11项提名并勇夺六项大奖，在第20届评论家选择奖收获七项提名并赢得最佳科幻/恐怖片殊荣，更被美国电影协会评选为“2014年度11佳电影”之一。

## 荣誉
| 奖项                       | 颁奖日期       | 分类                                              | 候选者/获奖者 | 结果 | 来源          |
| -------------------------- | -------------- | ------------------------------------------------- | --- | ---- | ------------- |
| 奥斯卡金像奖               | 2015年2月22日  | 最佳原创配乐奖                                    | 漢斯·季默 | 提名 | [ 14 ]        |
| 奥斯卡金像奖               | 2015年2月22日  | 最佳艺术指导奖                                    | 内森·克劳利与加里·费蒂斯 | 提名 | [ 14 ]        |
| 奥斯卡金像奖               | 2015年2月22日  | 最佳音响剪辑奖                                    | 理查德·金 | 提名 | [ 14 ]        |
| 奥斯卡金像奖               | 2015年2月22日  | 最佳音响奖                                        | 加里·瑞佐、格雷格·兰德克与马克·韦恩加滕 | 提名 | [ 14 ]        |
| 奥斯卡金像奖               | 2015年2月22日  | 最佳视觉效果奖                                    | 保罗·富兰克林、安德鲁·洛克利、伊恩·亨特与斯科特·费舍尔 | 獲獎 | [ 14 ]        |
| 女性电影记者联盟奖         | 2015年1月12日  | 最佳摄影奖                                        | 霍伊特·范·霍特玛 | 提名 | [ 15 ] [ 16 ] |
| 美国电影学会奖             | 2014年12月8日  | 年度十一佳影片                                    | 《星际穿越》 | 獲獎 | [ 17 ]        |
| 藝術指導工會傑出作品設計獎 | 2015年1月31日  | 杰出奇幻电影制作设计奖                            | 内森·克劳利 | 提名 | [ 18 ] [ 19 ] |
| 黑人电影奖                 | 2015年2月19日  | 杰出突破男演员奖                                  | 大衛·蓋亞西 | 提名 | [ 20 ]        |
| 英国电影学院奖             | 2015年2月8日   | 最佳电影音乐奖                                    | 漢斯·季默 | 提名 | [ 21 ]        |
| 英国电影学院奖             | 2015年2月8日   | 最佳摄影奖                                        | 霍伊特·范·霍特玛 | 提名 | [ 21 ]        |
| 英国电影学院奖             | 2015年2月8日   | 最佳艺术设计奖                                    | 内森·克劳利与加里·费蒂斯 | 提名 | [ 21 ]        |
| 英国电影学院奖             | 2015年2月8日   | 最佳特殊视觉效果奖                                | 保罗·富兰克林、斯科特·费舍尔、安德鲁·洛克利与伊恩·亨特 | 獲獎 | [ 21 ]        |
| 芝加哥影评人协会奖         | 2014年12月15日 | 最佳导演奖                                        | 克里斯托弗·诺兰 | 提名 | [ 22 ]        |
| 芝加哥影评人协会奖         | 2014年12月15日 | 最佳美术指导奖                                    | 内森·克劳利与加里·费蒂斯 | 提名 | [ 22 ]        |
| 芝加哥影评人协会奖         | 2014年12月15日 | 最佳摄影奖                                        | 霍伊特·范·霍特玛 | 提名 | [ 22 ]        |
| 芝加哥影评人协会奖         | 2014年12月15日 | 最佳原创配乐奖                                    | 漢斯·季默 | 提名 | [ 22 ]        |
| 电影音响协会奖             | 2015年2月14日  | 真人电影杰出混音成就奖                            | 马克·韦恩加滕、加里·瑞佐、格雷格·兰德克、艾伦·迈尔森、托马斯·J·奥康奈尔与玛丽·乔·朗（Mary Jo Lang） | 提名 | [ 23 ] [ 24 ] |
| 服装设计师工会             | 2015年2月17日  | 当代电影杰出奖                                    | 玛丽·佐弗雷斯 | 提名 | [ 25 ]        |
| 评论家选择电影奖           | 2015年1月15日  | 最佳年轻演员奖                                    | 麦肯基·弗依 | 提名 | [ 26 ]        |
| 评论家选择电影奖           | 2015年1月15日  | 最佳摄影奖                                        | 霍伊特·范·霍特玛 | 提名 | [ 26 ]        |
| 评论家选择电影奖           | 2015年1月15日  | 最佳美术指导奖                                    | 内森·克劳利与加里·费蒂斯 | 提名 | [ 26 ]        |
| 评论家选择电影奖           | 2015年1月15日  | 最佳剪接奖                                        | 李·史密斯 | 提名 | [ 26 ]        |
| 评论家选择电影奖           | 2015年1月15日  | 最佳视觉效果奖                                    | 《星际穿越》 | 提名 | [ 26 ]        |
| 评论家选择电影奖           | 2015年1月15日  | 最佳科幻/恐怖電影奖                               | 《星际穿越》 | 獲獎 | [ 26 ]        |
| 评论家选择电影奖           | 2015年1月15日  | 最佳配乐奖                                        | 漢斯·季默 | 提名 | [ 26 ]        |
| 达拉斯—沃斯堡影评人协会奖  | 2014年12月15日 | 最佳摄影奖                                        | 霍伊特·范·霍特玛 | 亚军 | [ 27 ]        |
| 达拉斯—沃斯堡影评人协会奖  | 2014年12月15日 | 最佳配乐奖                                        | 漢斯·季默 | 獲獎 | [ 27 ]        |
| 道林奖                     | 2015年3月1日   | 年度视觉震撼电影                                  | 《星际穿越》 | 提名 | [ 28 ]        |
| 帝國獎                     | 2015年3月29日  | 最佳导演奖                                        | 克里斯托弗·诺兰 | 獲獎 | [ 29 ]        |
| 帝國獎                     | 2015年3月29日  | 最佳电影奖                                        | 《星际穿越》 | 獲獎 | [ 29 ]        |
| 帝國獎                     | 2015年3月29日  | 最佳科幻/奇幻片                                   | 《星际穿越》 | 提名 | [ 29 ]        |
| 佛罗里达影评人协会奖       | 2014年12月19日 | 最佳摄影奖                                        | 霍伊特·范·霍特玛 | 獲獎 | [ 30 ] [ 31 ] |
| 佛罗里达影评人协会奖       | 2014年12月19日 | 最佳视觉效果奖                                    | 《星际穿越》 | 獲獎 | [ 30 ] [ 31 ] |
| 佛罗里达影评人协会奖       | 2014年12月19日 | 最佳美术指导及艺术指导奖                          | 内森·克劳利与加里·费蒂斯 | 亚军 | [ 30 ] [ 31 ] |
| 佛罗里达影评人协会奖       | 2014年12月19日 | 最佳配乐奖                                        | 漢斯·季默 | 提名 | [ 30 ] [ 31 ] |
| 乔治亚影评人协会奖         | 2015年1月9日   | 最佳摄影奖                                        | 霍伊特·范·霍特玛 | 提名 | [ 32 ]        |
| 乔治亚影评人协会奖         | 2015年1月9日   | 最佳艺术指导奖                                    | 内森·克劳利与加里·费蒂斯 | 提名 | [ 32 ]        |
| 乔治亚影评人协会奖         | 2015年1月9日   | 最佳原创配乐奖                                    | 漢斯·季默 | 獲獎 | [ 32 ]        |
| 金球獎                     | 2015年1月11日  | 最佳原创配乐奖                                    | 漢斯·季默 | 提名 | [ 33 ]        |
| 金捲軸獎                   | 2015年2月15日  | 最佳音效剪辑奖——英语故事片音效及拟音              | 理查德·金、克里斯托弗·弗利克、亚伦·格拉斯科克、肯·J·约翰逊（Ken J. Johnson）、迈克尔·W·米切尔（Michael W. Mitchell）、杰夫·索耶（Jeff Sawyer）、斯科特·柯蒂斯（Scott Curtis）、迈克尔·德雷塞尔（Michael Dressel）、艾莉森·迪·穆尔（Alyson Dee Moore）与约翰·罗施（John Roesch） | 提名 | [ 34 ] [ 35 ] |
| 金捲軸獎                   | 2015年2月15日  | 最佳音效剪辑-故事片音乐                           | 亚历克斯·吉布森与瑞安·鲁宾（Ryan Rubin） | 提名 | [ 34 ] [ 35 ] |
| 葛萊美獎                   | 2016年2月15日  | 最佳视觉媒体配乐奖                                | 漢斯·季默 | 提名 | [ 36 ]        |
| 休斯顿影评人协会奖         | 2015年1月10日  | 最佳摄影奖                                        | 霍伊特·范·霍特玛 | 提名 | [ 37 ] [ 38 ] |
| 休斯顿影评人协会奖         | 2015年1月10日  | 最佳原创配乐奖                                    | 漢斯·季默 | 提名 | [ 37 ] [ 38 ] |
| 雨果奖                     | 2015年8月22日  | 最佳戲劇表現獎                                    | 《星际穿越》 | 提名 | [ 39 ]        |
| 国际电影音乐评论协会奖     | 2015年2月19日  | 年度电影作曲家                                    | 漢斯·季默 | 提名 | [ 40 ] [ 41 ] |
| 国际电影音乐评论协会奖     | 2015年2月19日  | 最佳奇幻/科幻/恐怖片原创配乐                      | 漢斯·季默 | 提名 | [ 40 ] [ 41 ] |
| 国际电影音乐评论协会奖     | 2015年2月19日  | 年度电影配乐奖                                    | 漢斯·季默 | 獲獎 | [ 40 ] [ 41 ] |
| 化妆师与发型师工会奖       | 2015年2月14日  | 最佳当代化妆                                      | 路易莎·阿贝尔（Luisa Abel）与杰伊·韦杰贝（Jay Wejebe） | 提名 | [ 42 ] [ 43 ] |
| 化妆师与发型师工会奖       | 2015年2月14日  | 最佳当代发型设计                                  | 帕特里夏·德哈尼（Patricia DeHaney）与何塞·L·萨莫拉（Jose L. Zamora） | 提名 | [ 42 ] [ 43 ] |
| 星云奖                     | 2015年8月22日  | 雷·布拉德伯里奖                                   | 克里斯托弗·诺兰与乔纳森·诺兰 | 提名 | [ 44 ]        |
| 聖地牙哥影評人協會獎       | 2014年12月15日 | 最佳摄影奖                                        | 霍伊特·范·霍特玛 | 提名 | [ 45 ]        |
| 聖地牙哥影評人協會獎       | 2014年12月15日 | 最佳艺术指导奖                                    | 内森·克劳利 | 提名 | [ 45 ]        |
| 聖塔芭芭拉國際電影節獎     | 2015年2月3日   | 《綜藝》杂志工匠奖——混音与剪辑                    | 理查德·金与马克·韦恩加滕 | 獲獎 | [ 46 ]        |
| 卫星奖                     | 2015年2月15日  | 最佳摄影奖                                        | 霍伊特·范·霍特玛 | 提名 | [ 47 ]        |
| 卫星奖                     | 2015年2月15日  | 最佳原创配乐                                      | 漢斯·季默 | 提名 | [ 47 ]        |
| 卫星奖                     | 2015年2月15日  | 最佳视觉效果                                      | 《星际穿越》 | 提名 | [ 47 ]        |
| 土星獎                     | 2015年6月25日  | 最佳科幻電影                                      | 《星际穿越》 | 獲獎 | [ 48 ] [ 49 ] |
| 土星獎                     | 2015年6月25日  | 最佳导演                                          | 克里斯托弗·诺兰 | 提名 | [ 48 ] [ 49 ] |
| 土星獎                     | 2015年6月25日  | 最佳写作奖                                        | 克里斯托弗·诺兰与乔纳森·诺兰 | 獲獎 | [ 48 ] [ 49 ] |
| 土星獎                     | 2015年6月25日  | 最佳电影男主角奖                                  | 马修·麦康纳 | 提名 | [ 48 ] [ 49 ] |
| 土星獎                     | 2015年6月25日  | 最佳电影女主角奖                                  | 安妮·海瑟薇 | 提名 | [ 48 ] [ 49 ] |
| 土星獎                     | 2015年6月25日  | 最佳电影女配角奖                                  | 杰西卡·查斯坦 | 提名 | [ 48 ] [ 49 ] |
| 土星獎                     | 2015年6月25日  | 最佳年轻男演员奖                                  | 麦肯基·弗依 | 獲獎 | [ 48 ] [ 49 ] |
| 土星獎                     | 2015年6月25日  | 最佳音乐                                          | 漢斯·季默 | 獲獎 | [ 48 ] [ 49 ] |
| 土星獎                     | 2015年6月25日  | 最佳剪辑                                          | 李·史密斯 | 提名 | [ 48 ] [ 49 ] |
| 土星獎                     | 2015年6月25日  | 最佳制作设计                                      | 内森·克劳利 | 獲獎 | [ 48 ] [ 49 ] |
| 土星獎                     | 2015年6月25日  | 最佳特效奖                                        | 保罗·富兰克林、安德鲁·洛克利、伊恩·亨特与斯科特·费舍尔 | 獲獎 | [ 48 ] [ 49 ] |
| 圣路易斯影评人协会奖       | 2014年12月15日 | 最佳电影女配角奖                                  | 麦肯基·弗依 | 提名 | [ 50 ] [ 51 ] |
| 圣路易斯影评人协会奖       | 2014年12月15日 | 最佳摄影                                          | 霍伊特·范·霍特玛 | 提名 | [ 50 ] [ 51 ] |
| 圣路易斯影评人协会奖       | 2014年12月15日 | 最佳视觉效果奖                                    | 《星际穿越》 | 獲獎 | [ 50 ] [ 51 ] |
| 圣路易斯影评人协会奖       | 2014年12月15日 | 最佳配乐奖                                        | 漢斯·季默 | 提名 | [ 50 ] [ 51 ] |
| 青少年选择奖               | 2015年8月16日  | 电影选择奖：科幻片女演员                          | 麦肯基·弗依 | 提名 | [ 52 ]        |
| 視覺效果工會獎             | 2015年2月4日   | 杰出视觉效果（视觉效果驱动的照片级真实/实景影片） | 保罗·富兰克林、凯文·埃拉姆（Kevin Elam）、安·波德洛兹尼（Ann Podlozny）、安德鲁·洛克利与斯科特·费舍尔 | 提名 | [ 53 ] [ 54 ] |
| 視覺效果工會獎             | 2015年2月4日   | 杰出视觉效果（视觉效果驱动的照片级真实/实景影片） | 汤姆·布拉赫特（Tom Bracht）、格雷厄姆·佩奇（Graham Page）、托马斯·多伦（Thomas Døhlen）和柯丝蒂·克拉克（Kirsty Clark） （因四維超正方體相关工作） | 獲獎 | [ 53 ] [ 54 ] |
| 視覺效果工會獎             | 2015年2月4日   | 照片级/实景动作媒体项目中杰出虚拟电影摄影奖       | 法拉兹·哈米德（Faraz Hameed）、斯蒂芬·佩因特（Stephen Painter）、霍伊特·范·霍伊特玛（Hoyte van Hoytema）与多里安·克纳普（Dorian Knapp）（因四維超正方體相关工作） | 提名 | [ 53 ] [ 54 ] |
| 視覺效果工會獎             | 2015年2月4日   | 杰出照片级/实景动作电影合成特效奖                 | 拉斐尔·哈姆（Raphael Hamm）、艾萨克·莱伊什（Isaac Layish）、塞巴斯蒂安·冯·奥弗海德（Sebastian Von Overheidtm）与特里斯坦·迈尔斯（Tristan Myles）（因“水”相关工作） | 提名 | [ 53 ] [ 54 ] |
| 华盛顿特区影评人协会奖     | 2014年12月8日  | 最佳美术指导奖                                    | 内森·克劳利 and 加里·费蒂斯 | 提名 | [ 55 ] [ 56 ] |
| 华盛顿特区影评人协会奖     | 2014年12月8日  | 最佳摄影奖                                        | 霍伊特·范·霍特玛 | 提名 | [ 55 ] [ 56 ] |
| 华盛顿特区影评人协会奖     | 2014年12月8日  | 最佳剪接奖                                        | 李·史密斯 | 提名 | [ 55 ] [ 56 ] |
| 华盛顿特区影评人协会奖     | 2014年12月8日  | 最佳配乐奖                                        | 漢斯·季默 | 提名 | [ 55 ] [ 56 ] |
| 华盛顿特区影评人协会奖     | 2014年12月8日  | 最佳突破演技奖                                    | 麦肯基·弗依 | 提名 | [ 55 ] [ 56 ] |
| 女性影評人協會獎           | 2014年12月14日 | 女性在电影中扮演男性角色的权利                    | 杰西卡·查斯坦 | 獲獎 | [ 57 ]        |
| 世界电影原声学会奖         | 2015年10月24日 | 年度最佳原创电影配乐                              | 漢斯·季默 | 提名 | [ 58 ]        |
| 世界电影原声学会奖         | 2015年10月24日 | 年度最佳电影作曲家                                | 漢斯·季默 | 提名 | [ 58 ]        |
| 青年艺术家奖               | 2015年5月15日  | 最佳长片青年女配角表演奖                          | 麦肯基·弗依 | 提名 | [ 59 ]        |